# 마오쿵 케이블카

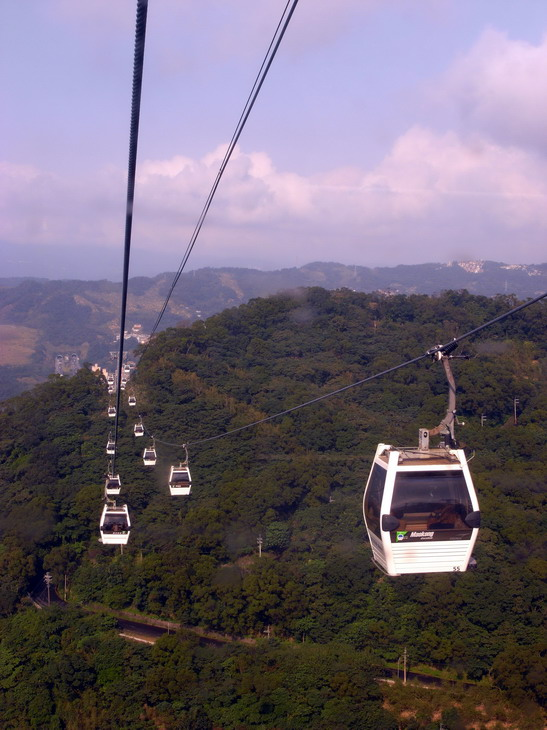
마오쿵 케이블카

마오쿵 케이블카(貓空纜車)는 대만 타이베이시(台北市)에 있는 케이블카 노선으로, 2007년 7월 4일 운행을 시작하였다.
이 노선은 타이베이시의 원산구(文山區)에 위치한 타이베이 시립 동물원(台北市立動物園) 서측에서 출발하여, 마오쿵(貓空) 지구까지 이어지는 총 연장 4.03 킬로미터의 노선으로, 4개의 역이 운영중이다. 특이한 점, 타이베이시 최초의 관광용 케이블카라는 점과, 대만 최장의 케이블카 노선이라는점, 그리고, 대만 최초의 대중교통형 케이블카라는 점을 꼽을 수 있다. 이러한 새로운 교통수단은, 고공에서 마오쿵의 경치를 감상할 수 있다는 점 뿐만 아니라, 마오쿵의 환경을 보호할 수 있다는 점이 큰 장점이다. 2008년 태풍에 의해 받침 구조물 등이 유실되는 등, 안전상의 문제가 발생하였고, 이에 따라 10월 1일 오후 3시를 기하여 2010년 3월 30일까지 수리기간을 가졌으며, 2010년 3월 30일 이후로 정상운행중이다. 운행정지기간에 마오쿵 케이블카 서비스센터를 세웠으며, 동물 형상의 구조물과 분수대 등을 설치하였다.

## 같이 보기
- 대만의 교통